# Rima Valentienė
Rima Valentienė (Ukmergė, 10 giugno 1978) è un'ex cestista lituana.
Alta 170 cm per 55 kg, giocava come guardia.

## Carriera
Nel 2007 è stata convocata per gli Europei in Italia con la maglia della nazionale della Lituania.